# Insector X
Insector X (インセクターＸ?, Insekutā X) è un videogioco arcade del 1989 di genere sparatutto a scorrimento orizzontale, sviluppato da Hot-B e pubblicato dalla Taito. È stato convertito l'anno seguente (1990) per Sega Mega Drive e Famicom. L'originale emulato venne incluso nella raccolta del 2006 Taito Legends 2.
Il titolo è un classico shoot'em up, incentrato sul mondo degli insetti. La grafica è in stile cartonesco (nella conversione per Sega Mega Drive è stata rivista, con caratteri meno buffi).

## Trama
Yanmer Insector si lancia per eseguire la missione di ripulire il mondo degli insetti dalle orde nemiche comandate dalla regina Baglon, una mantide religiosa. 

## Modalità di gioco
Il protagonista, che vola per mezzo di un jet pack insetticida e indossa un casco con elica, deve farsi strada con le sue armi per i cinque livelli pieni di nemici tra i più svariati (per la maggior parte insetti, ma vi sono anche funghi, ragni, più alcune postazioni di sparo). Ogni livello termina con un boss da affrontare, il cui premio per la sua sconfitta è un bonus di 100000 punti.
Quando si va in collisione con i nemici o si viene colpiti dai loro attacchi, una vita tra le tre a disposizione andrà persa; è letale anche cozzare contro pareti e altri ostacoli. 
In Insector X sono presenti power-up che, una volta raccolti aumentano progressivamente la velocità e le capacità offensive di Yanmer. Sono di due tipi: a sfera lampeggiante, ottenibili eliminando principalmente le sfingidi (insetti che possono rilasciare anche una ghianda del valore di 1000 punti), e nel formato bomboletta d'insetticida. Quest'ultima la si acquisisce solo uccidendo i miniboss, e a seconda del loro colore (blu o marrone), permette di sferrare attacchi secondari per via aerea o terrestri.
Al contrario dei nemici comuni e dei miniboss, i boss di fine livello si distinguono per le gigantesche dimensioni.

## Livelli
- Livello 1 - "Il deserto" (Desert Area) - Miniboss: la cicala - Boss: la vespa.
- Livello 2 - "L'altopiano" (Plateau Area) - Miniboss: il cervo volante - Boss: la cavalletta.
- Livello 3 - "La città" (City Area) - Miniboss: l'ape legnaiola - Boss: la falena.
- Livello 4 - "La giungla" (Jungle Area) - Miniboss: il coleottero rinoceronte - Boss: il ragno.
- Livello 5 - "Il loro impero" (Their Empire) - Miniboss: la lucciola - Boss: la mantide religiosa Baglon.